# Sandra Bernhard
Sandra Bernhard (ur. 6 czerwca 1955 we Flint) – amerykańska aktorka filmowa i telewizyjna oraz piosenkarka i pisarka.

## Filmografia
- 1981: Przyjemnych snów (Nice Dreams) jako wariatka
- 1983: Król komedii jako Masha
- 1985: Ulica Sezamkowa: Łapać tego ptaka jako zrzędliwa kelnerka
- 1988: Tor 29 (Track 29) jako pielęgniarka Stein
- 1990: Bez ciebie nie istnieję (Without You I'm Nothing) jako ona sama
- 1991: W łóżku z Madonną jako ona sama
- 1991: Hudson Hawk jako Minerva Mayflower
- 1992: Inside Monkey Zetterland jako Imogene
- 1994: Dallas Doll jako Dallas Adair
- 1995: Zwariowany piatek (Freaky Friday) jako Frieda Debny
- 1996: Museum of Love jako Kitty
- 1997: Spalić Hollywood jako Ann Glover
- 1997: Plump Fiction jako Bunny Roberts
- 1998: W dniu mojej śmierci ocknąłem się wcześnie  (I Woke Up Early the Day I Died) jako Sandy Sands
- 1998: Somewhere in the City jako Betty
- 1998: Ści(ą)gany jako dr Fridley
- 2000: Jak Mona Lisa (Playing Mona Lisa) jako Bibi Carlson
- 2000: Danie dnia (Dinner Rush) jako Jennifer Freely
- 2001: Zoolander jako ona sama
- 2003: The Third Date jako Ola
- 2004: Silver Lake jako Sheila Fontana
- 2005: Searching for Bobby D jako Sherry Dansen
- 2009: Ich dwóch, ona jedna (Dare) jako dr Mohr
- 2010: Lez Chat jako kochanka muzyka folkowego
- 2010: Glass Heels jako Lorraine
- 2010: Do zobaczenia we wrześniu (See You in September) jako Charlotte
- 2011: 12 and Under jako pani Hannum
- 2012: DTLA jako Carla
- 2013: Diving Normal jako Carmella
- 2014: Lovin' Brooklyn jako Delores
- 2015: '79 Parts jako pani Fletcher
- 2017: Landlocked jako Stella

## Dyskografia

### Albumy
- 2004: I'm Your Woman
- 2004: Without You I'm Nothing
- Excuses For Bad Behavior (Part One)
- I'm Still Here... Damn It!
- The Love Machine
- Hero Worship
- Excuses for Bad Behavior (cz. II)
- The Love Machine Remastered
- Giving Til it Hurts
- Gems of Mystery
- Everything Bad & Beautiful
- Live and Beautiful

### Single
- „Everybody's Young”
- „You Make Me Feel (Mighty Real)”
- „Manic Superstar”
- „Phone Sex (Do You Want Me Tonight?)”
- „On the Runway”

## Twórczość literacka
- Confessions of a Pretty Lady (1989)
- May I Kiss You on the Lips, Miss Sandra
- Love, Love and Love